# ملكة جمال الكون 2022
ملكة جمال الكون 2022 هي مسابقة ملكة جمال الكون الواحدة والسبعين في تاريخ مسابقة ملكة جمال الكون منذ انطلاقتها عام 1952، أقيمت المسابقة في مركز نيو أورلينز موريال للمؤتمرات في نيو أورلينز، لويزيانا في الولايات المتحدة في 14 يناير 2023. في نهاية الحدث توجت ار 'بوني غابرييل من الولايات المتحدة الأمريكية ملكة جمال الكون 2022 من قبل ملكة الجمال السابقة هارناز ساندو من الهند، عاد اللقب للولايات المتحدة منذ آخر مرة توجت بها اوليفيا كالبو قبل 10 سنوات والتي شاركة في هذا كأحد مضيفات المسابقة، هذا تاسع انتصار للولايات المتحدة وهو أكبر فوز لأي دولة في تاريخ المسابقة، هذه هي النسخة الأولى من مسابقة جمال الكون التي تقام تحت ملكية مجموعة جي كيه أن العالمية ومقرها تايلاند ، والتي اشترت منظمة ملكة جمال الكون من دبليو ام اي/أي ام جي في 26 أكتوبر 2022. بثت المسابقة على قناة إن بي سي باعتبارها المذيع الدولي الرسمي للمسلسل للمرة الأولى منذ عام 2014 ، بعد أن أمضت ست سنوات على قناة فوكس. كما أنه أول حدث لملكة جمال الكون يتم بثه من قبل شبكة تلفزيون جي كيه أن 18 باعتباره المذيع الرسمي للمسابقة في تايلاند حيث يقع المقر الموسع لمنظمة ملكة جمال الكون.
تنافس متسابقة من 84 دولة ومنطقة في مسابقة ملكة هذا العام. استضافت المسابقة جيني ماي واوليفيا كولبو ملكة جمال الكون 2012 ؛ للمرة ثانية حيث شاركت كمضيف خلال مسابقة ملكة جمال الكون 2020 ، بينما عملت جيني ماي آخر مرة كمراسلة خلف الكواليس خلال مسابقة ملكة جمال الكون 2014. وعملت ملكة جمال الكون 2018 كاتريونا غراي وزوري هال كمراسلين خلف الكواليس. هذه هي المرة الأولى في تاريخ يمتد 70 عامًا يكون فيها كل فريق من السيدات.
في 19 ديسمبر 2022 كشفت علامة المجوهرات اللبنانية معوّض النقاب عن تاج جديد لمسابقة ملكة جمال الكون الواحدة والسبعين تم الكشف عن التاج الجديد اللامع ، الذي تقدر قيمته بنحو 5.5 مليون دولار ، في حدث أقيم في بانكوك يوم الاثنين من قبل فريد معوض والمالك التايلاندي الجديد آن جاكافونج جاكراجوتيب لملكة جمال الكون، أطلق عليه اسم "Force for Good" ويضم 110 قيراطًا من الياقوت الأزرق و 48 قيراطًا من الماس الأبيض. كما يتميز التاج بضفائر في القاعدة تشبه الثعبان "ترمز إلى التحديات التحديات التي تشارك في التأثير على المتنافسين"،
رفضت إيمي إمريش الرئيس التنفيذي لمنظمة ملكة جمال الكون مزاعم احتمال تزوير مسابقة هذا العام. التي فازت بها ملكة جمال الولايات المتحدة الأمريكية ار 'بوني غابرييل الفلبينية الأمريكية، موضحة أن "واحدة من أكبر أربع شركات محاسبة في الولايات المتحدة عالجت النتائج وتحققت من العملية" ونفت الادعاءات التي تعتبر ملكة جمال فنزويلا أماندا دودامل هي الفائز الشرعي هي محض افتراضات لا أساس لها من الصحة.
نشأت هذه المزاعم بسبب آن جاكراجوتيب، المالك الجديد لملكة جمال الكون التي تمتلك أيضًا مسابقات ملكة جمال الولايات المتحدة الأمريكية، ذهبت إمريش إلى أبعد من ذلك وإن الادعاءات جهل وتمتلك مجموعة جي كيه أن العالمية ملكة جمال الكون وملكة جمال الولايات المتحدة ليست المرة الأولى وهناك سابقة لوجود كيان واحد يمتلك العديد من مسابقات الجمال، في عام 2015 قامت مجموعة أي ام جي بشراء ملكة جمال الكون وملكة جمال الولايات المتحدة الأمريكية وملكة جمال مراهقات الولايات المتحدة الأمريكية.

## النتائج

### المراكز النهائية
| النتائج النهائية     | المتنافسة |
| -------------------- | --- |
| ملكة جمال الكون 2022 | - الولايات المتحدة - ار 'بوني غابرييل |
| الوصيفة الأولى       | - فنزويلا - أماندا دودامل |
| الوصيفة الثانية      | - جمهورية الدومينيكان - أندرينا مارتينيز |
| أفضل 5               | - كوراساو - غابرييلا دوس سانتوس - بورتوريكو - اشلي كارينو |
| أفضل 16              | - أستراليا - مونيك رايلي - كندا - أميليا تو - كولومبيا - ماريا فرناندا أريستيسبال - هايتي - ميدلاين فيليزور - الهند - ديفيتا راي - لاوس - باينجكسا لور - بيرو - أليسيا روفيجنو - البرتغال - تيلما ماديرا - جنوب إفريقيا - ندافي نوكري - أسبانيا - أليسيا فوبيل - ترينيداد وتوباغو - تيا جاني رامي |

§ – صوّت في قائمة أفضل 16 مشاهدين

### جوائز خاصة
| جائزة                      | متنافسة                                           |
| -------------------------- | ------------------------------------------------- |
| جائزة روح الكرنفال         | - أوكرانيا - فيكتوريا أباناسينكو                  |
| جائزة التأثير الاجتماعي    | - تايلاند - آنا سوينغام                           |
| ملكة جمال اللطافة          | - تشيلي - صوفيا ديباسيير - مالطا - ماكسين فورموزا |
| رداء ملابس السباحة (تصويت) | - فيتنام – نغوين ثي نغوك تشاو                     |
| أفضل زي وطني               | - أوكرانيا - فيكتوريا أباناسينكو                  |

## خلفية
ذكرت صحيفة ايل فوسيرو البورتوريكية في سبتمبر 2022 أنه تم إرسال بريد إلكتروني إلى المديرين الوطنيين ينص على أن نسخة 2022 من مسابقة ملكة جمال الكون ستعقد في الربع الأول من عام 2023 ، بسبب تعارض المحتمل بين المواعيد مع كأس العالم لكرة القدم 2022. في نوفمبر وديسمبر 2022. أفادت ايل فوسيرو أيضًا أن لوس أنجلوس وميامي ونيو أورليانز في الولايات المتحدة ونها ترانج في فيتنام كان يُنظر إليها على أنها مدن مضيفة محتملة.

## تنظيم المسابقة
أدخلت منظمة ملكة جمال الكون عدة تغييرات محددة على تنسيق هذه النسخة، في البداية تم التكهن بأن المتأهلين لنصف النهائي سيعودون إلى 20 ، على غرار عدد المتأهلين إلى نصف النهائي في عام 2018، ومع ذلك تم تخفيض عدد المتأهلين إلى نصف النهائي في النهاية إلى 16 - نفس العدد من المتأهلين إلى الدور قبل النهائي في عام 2021. نتائج المسابقة الأولية - والتي تتألف من مسابقة ملابس السباحة ، ومسابقة فستان السهرة ، والمقابلة المغلقة ستحدد المتأهلين الستة عشر لنصف النهائي الذين سيتقدمون للقطع الأول. لا يزال التصويت عبر الإنترنت قيد التنفيذ ، حيث يتمكن المشجعون من التصويت لمندوب آخر للتقدم إلى الدور قبل النهائي. سيتنافس المراكز 16 الأولى في كل من مسابقات ملابس السباحة والفساتين المسائية وسيتم تضييقها إلى المراكز الخمسة الأولى بعد ذلك. هذه هي المرة الأولى في تاريخ المسابقة التي يتم فيها إجراء تخفيض جذري من 16 متسابقة إلى 5 متسابقات يتنافسن في الجولة التمهيدية للأسئلة والأجوبة، وسيتم اختيار الثلاثة الأخيرة مع اجوبة أخيرة، وبعد ذلك يتم الإعلان عن ملكة جمال الكون 2022 وصيفتيها.

### لجنة الإختيار
في 10 يناير 2023 ، أعلنت المنظمة لجنة الاختيار:
- خيمينا نافاريتي - ممثلة مكسيكية ، عارضة أزياء ، مضيفة تلفزيونية وملكة جمال الكون 2010
- بيغ فريديا - مغني الراب الأمريكي وفنان الأداء يُنسب إليه الفضل في المساعدة في الترويج لموسيقى الارتداد
- مارا مارتن - عارضة أزياء أمريكية ومؤسس مشارك لشركة Vyral Media PR
- ويندي فيتزويليام - ممثلة ترينيدادية وعارضة أزياء ومحامية وملكة جمال الكون 1998
- إميلي أوستن - ممثلة أمريكية وصحفية رياضية وعارضة أزياء ومؤثرة على وسائل التواصل الاجتماعي
- اوليفيا كويدو - الرئيس التنفيذي ومؤسس O Skin Med Spa
- ميركا ديلانوس - مضيف راديو وتلفزيون أمريكي وصحفي ومؤلف وناشط اجتماعي
- سويتا باتيل - مؤلف وعضو في مجلس Forbes ومؤسس Healveda
- أوليفيا جوردن - ممثلة أمريكية ، عارضة الأزياء ، مضيفة برامج تلفزيونية وملكة جمال الولايات المتحدة الأمريكية 2015 (قاضية أولية فقط)
- كاثلين فينتريلا - مديرة التسويق بشركة ImpactWayv (قاضية أولية فقط)

### اختيار المشاركين
تم اختيار متسابقين من 84 دولة وإقليم للمنافسة في المسابقة. تم تعيين ثمانية عشر من هؤلاء المندوبين في مناصبهم بعد أن حلوا بالمركز الثاني في مسابقة ملكة جمالهم الوطنية أو تم اختيارهم من خلال عملية اختيار.
تم تعيين كلوي بويري دوكسي، الوصيفة الأولى لملكة جمال الكون جزر كايمان 2022 ، لتمثيل جزر كايمان بعد أن زُعم أن الفائز الأصلي تيفاني كونولي ارتكب تهجماً. تم تعيين فلوريان باسكو الوصيفة الأولى لملكة جمال فرنسا 2022 ، لتمثيل فرنسا بعد أن اختارت الفائزة الأصلية ديان لير عدم التنافس بسبب ضيق الوقت للاستعداد. تم تعيين كاميلا سانابريا الوصيفة الأولى لملكة جمال بوليفيا 2022 ، لتمثيل بوليفيا بعد أن تم عزل الفائزة الأصلية فرناندا بافيسيتش لسخريتها من صور مرشحات أخرى لملكة جمال الكون على قصصها على الإنستغرام.
سشهدت هذه النسخة الظهور الأول لممثلة بوتان، وعودة أنغولا وبليز وإندونيسيا وقيرغيزستان ولبنان وماليزيا وميانمار وسانت لوسيا وسيشيل وسويسرا وترينيداد وتوباغو وأوروغواي، شاركت سيشيل سابقًا في عام 1995 مما جعل هذه النسخة هي المرة الأولى التي تتنافس فيها بعد غياب دام 27 عامًا. تنافست ترينيداد وتوباغو آخر مرة في عام 2017 ، تنافست قيرغيزستان ولبنان وسويسرا آخر مرة في 2018، تنافست أنغولا ومنغوليا وسانت لوسيا آخر مرة في عام 2019 ، بينما تنافست الدول الأخرى آخر مرة في عام 2020. رومانيا ستنسحب من المنافسة لأسباب غير معلنة.

## المتسابقات
تم تأكيد مشاركة 84 متسابقة لهذا العام من جميع انحاء العالم:
| البلد / الإقليم        | اسم المتسابقة            | العمر | بلد المنشأ                |
| ---------------------- | ------------------------ | ----- | ------------------------- |
| ألبانيا                | ديتا كوكوماني            | 21    | دراس                      |
| أنغولا                 | سويليا أنطونيو           | 25    | لواندا                    |
| الأرجنتين              | باربرا كابريرا           | 26    | بوينس آيرس                |
| أرمينيا                | كريستينا أيانيان         | 25    | يريفان                    |
| أروبا                  | كيارا أرندس              | 23    | أورنجستاد                 |
| أستراليا               | مونيك رايلي              | 27    | سيدني                     |
| البحرين                | إيفلين خليفة             | 24    | الرفاع                    |
| بلجيكا                 | شايان فان آرل            | 23    | أنتويرب                   |
| بليز                   | اشلي لايتبيرن            | 22    | مدينة بليز                |
| بوتان                  | تاشي تشودين              | 23    | وانغدو فودرانغ ‏           |
| بوليفيا                | فرناندا بافيسيتش         | 23    | كوتشابامبا                |
| البرازيل               | ميا ماميدي               | 27    | فيتوريا، البرازيل         |
| جزر العذراء البريطانية | ليا كلاكستون             | 18    | تورتولا                   |
| بلغاريا                | كريستينا بلامينوفا       | 26    | Byala Slatina             |
| كمبوديا                | مانيتا هانغ              | 24    | بنوم بنه                  |
| الكاميرون              | إيسي ماري برينسيس        | 22    | دوالا                     |
| كندا                   | اميليا تو                | 20    | فانكوفر                   |
| جزر كايمان             | كلو باور دوكسي           | 25    | جورج تاون                 |
| تشيلي                  | صوفيا ديباسيير           | 24    | سانتياغو                  |
| الصين                  | جيانغ سي تشن             | 26    | شانغهاي                   |
| كولومبيا               | ماريا فرناندا أريستيسبال | 24    | أرمينيا                   |
| كوستاريكا              | فرناندا رودريغيز         | 24    | Quesada                   |
| كرواتيا                | أريانا بودجاسكي          | 19    | كرابينا                   |
| كوراساو                | غابرييلا دوس سانتوس      | 20    | ويلمستاد                  |
| جمهورية التشيك         | سارة ميكولينكوفا         | 20    | فالاشسكي ميزيريتشي        |
| جمهورية الدومينيكان    | أندرينا مارتينيز         | 24    | سانتياغو دي لوس كاباليروس |
| الإكوادور              | نايلهي غونزاليس          | 26    | إسمرالداس                 |
| السلفادور              | أليخاندرا غواخاردو       | 26    | إدارة كاباناس             |
| غينيا الاستوائية       | ألبا إيزابيل أوباما      | 20    | مبيني ‏                    |
| فنلندا                 | بيترا هامالينين          | 26    | سافونلينا                 |
| فرنسا                  | فلوريان باسكو            | 20    | لو لامنتين ‏               |
| ألمانيا                | ثريا كولمان              | 24    | لايبزيغ                   |
| غانا                   | إنغراسيا موفومان         | 27    | كوماسي                    |
| بريطانيا العظمى        | نوكي سيمباني             | 25    | دربي                      |
| اليونان                | كورينا إمانويليدو        | 24    | كوزاني                    |
| غواتيمالا              | إيفانا باتشلور           | 21    | كويتزالتنانغو             |
| هايتي                  | ميدلاين فيليزور          | 27    | بورت أو برانس             |
| هندوراس                | ريبيكا رودريغيز          | 20    | سان بيدرو سولا            |
| أيسلندا                | هرافنهيلدور هارالدسدوتير | 18    | ريكيافيك                  |
| الهند                  | ديفيتا راي               | 24    | مانغلور                   |
| إندونيسيا              | لاكسمي دي نيفي سوردانا   | 26    | منطقة وصاية غيانيار       |
| إيطاليا                | فرجينيا ستابلوم          | 24    | ترينتو                    |
| جامايكا                | توشامي كالفين            | 26    | أبرشية سانت توماس ‏        |
| اليابان                | ماريبيلن ساكاموتو        | 23    | تشيبا                     |
| كوريا الجنوبية         | هانا كيم                 | 26    | سول                       |
| كوسوفو                 | روكسانا ابراهيمي         | 21    | بريشتينا                  |
| قيرغيزستان             | ألتيناي بوتوياروفا       | 18    | بيشكك                     |
| لاوس                   | باينجكسا لور             | 21    | فيينتيان                  |
| لبنان                  | ياسمينة زيتون            | 19    | كفر شوبا                  |
| ماليزيا                | ليزلي تشيم               | 26    | Semenyih                  |
| مالطا                  | ماكسين فورموزا           | 21    | سانت جوليان               |
| موريشيوس               | الكسندرين بيل إتوال      | 25    | كوريبيب                   |
| المكسيك                | ايرما ميراندا            | 26    | سيوداد أوبريجون           |
| ميانمار                | زار لي مو                | 20    | بهامو                     |
| ناميبيا                | كاسيا شاربلي             | 21    | ويندهوك                   |
| نيبال                  | صوفيا بوجيل              | 27    | كاتماندو                  |
| هولندا                 | أونا مودي                | 25    | أمستردام                  |
| نيكاراغوا              | نورما هويمبس             | 24    | San Marcos ‏               |
| نيجيريا                | هانا إريبهوغبي           | 21    | Edo                       |
| النرويج                | إيدا هوان                | 26    | تروندهايم                 |
| بنما                   | سولاريس باربا            | 23    | محافظة هيريرا             |
| باراغواي               | ليا أشمور                | 27    | فيلاريكا                  |
| بيرو                   | أليسيا روفيجنو           | 24    | ليما                      |
| الفلبين                | سيليست كورتيزي           | 24    | باساي                     |
| بولندا                 | ألكساندرا كليباتشكا      | 22    | وودج                      |
| البرتغال               | تلما ماديرا              | 22    | بوفوا دي فارزيم           |
| بورتوريكو              | اشلي كارينو              | 28    | فاجاردو                   |
| روسيا                  | آنا لينيكوفا             | 22    | أورينبورغ                 |
| سانت لوسيا             | شيريس بول                | 27    | كاستريس                   |
| سيشيل                  | غابرييلا جونثير          | 24    | ماهيه                     |
| سنغافورة               | كاريسا ياب               | 22    | سنغافورة                  |
| سلوفاكيا               | كارولينا ميشالسيكوفا     | 23    | ترنتشين                   |
| جنوب أفريقيا           | ندافي نوكري              | 23    | تزانين ‏                   |
| أسبانيا                | أليسيا فوبيل             | 25    | لقنت                      |
| سويسرا                 | الايا جوندي              | 19    | كانتون فاليه              |
| تايلاند                | آنا سوينغام              | 23    | بانكوك                    |
| باهاماس                | إنجيل كارترايت           | 27    | Long Island [الإنجليزية]  |
| ترينيداد وتوباغو       | تيا جاني رامي            | 24    | Arouca                    |
| تركيا                  | ألينا شيرين              | 21    | إسطنبول                   |
| أوكرانيا               | فيكتوريا أباناسينكو      | 28    | تشرنيغوف                  |
| أوروغواي               | كارلا روميرو             | 24    | مونتيفيديو                |
| الولايات المتحدة       | ار 'بوني غابرييل         | 28    | هيوستن                    |
| فنزويلا                | أماندا دودامل            | 22    | ماردة                     |
| فيتنام                 | نغوين ثي نغوك تشاو       | 28    | تاي ننه                   |

1. ↑  Ida Hauan, the reigning ملكة جمال النرويج  [لغات أخرى]‏, withdrew several hours before the coronation night after testing positive for مرض فيروس كورونا 2019.